# Église Saint-Pierre de Bourgogne
L'église de Bourgogne  est une église romane construite au XIIIe siècle, dédiée à saints Pierre et Paul, et située à Bourgogne dans la Marne.

## Historique
Le chœur à chevet plat  et la petite chapelle à droite de l'église Saint-Pierre Saint-Paul remontent aux années 1150/1170. L'église a été donnée au chapitre de la cathédrale de Reims par le comte Guiscard de Roucy, en 1171. Elle est restée sa propriété jusqu'à la Révolution.

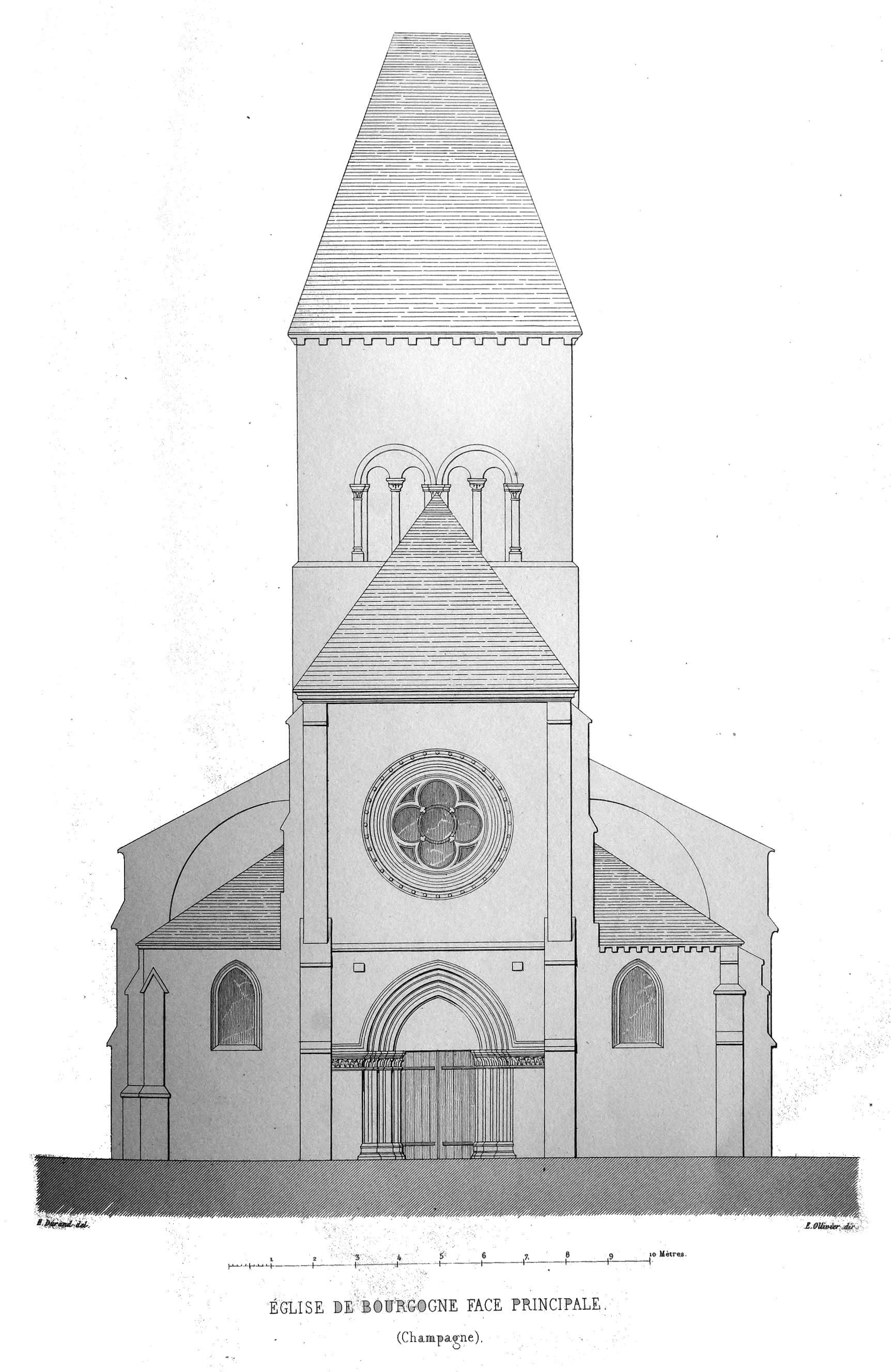
Vers 1857.

La nef a été construite dans la première moitié du XIIIe siècle mais elle a été complètement détruite pendant la Première Guerre mondiale et reconstruite après. La chapelle à droite du chœur dédiée à la Vierge a été construite au début du XIVe siècle.
Elle se différenciait de la coutume car c'était le chapitre de Reims qui devait entretenir la nef et les villageois qui avaient à charge l'entretien du chœur et du chevet. Le retour à la règle plus classique se fit en 1698.
L'église a subi d'importants dommages pendant la Première Guerre mondiale. Elle a été remaniée lors de sa reconstruction.
De style roman, elle est classée aux monuments historiques depuis 1921.

## Architecture
La nef, la chapelle de droite et le chœur datent de 1050-1070 avec des chapiteaux à palmes et animaux affrontés. Le chœur est surmonté d'une tour carrée romane au-dessus de la croisée de transept. La nef est très haute comme celle de Lavannes. La grande chapelle du sud est dédiée à la Vierge et date du XIVe siècle.

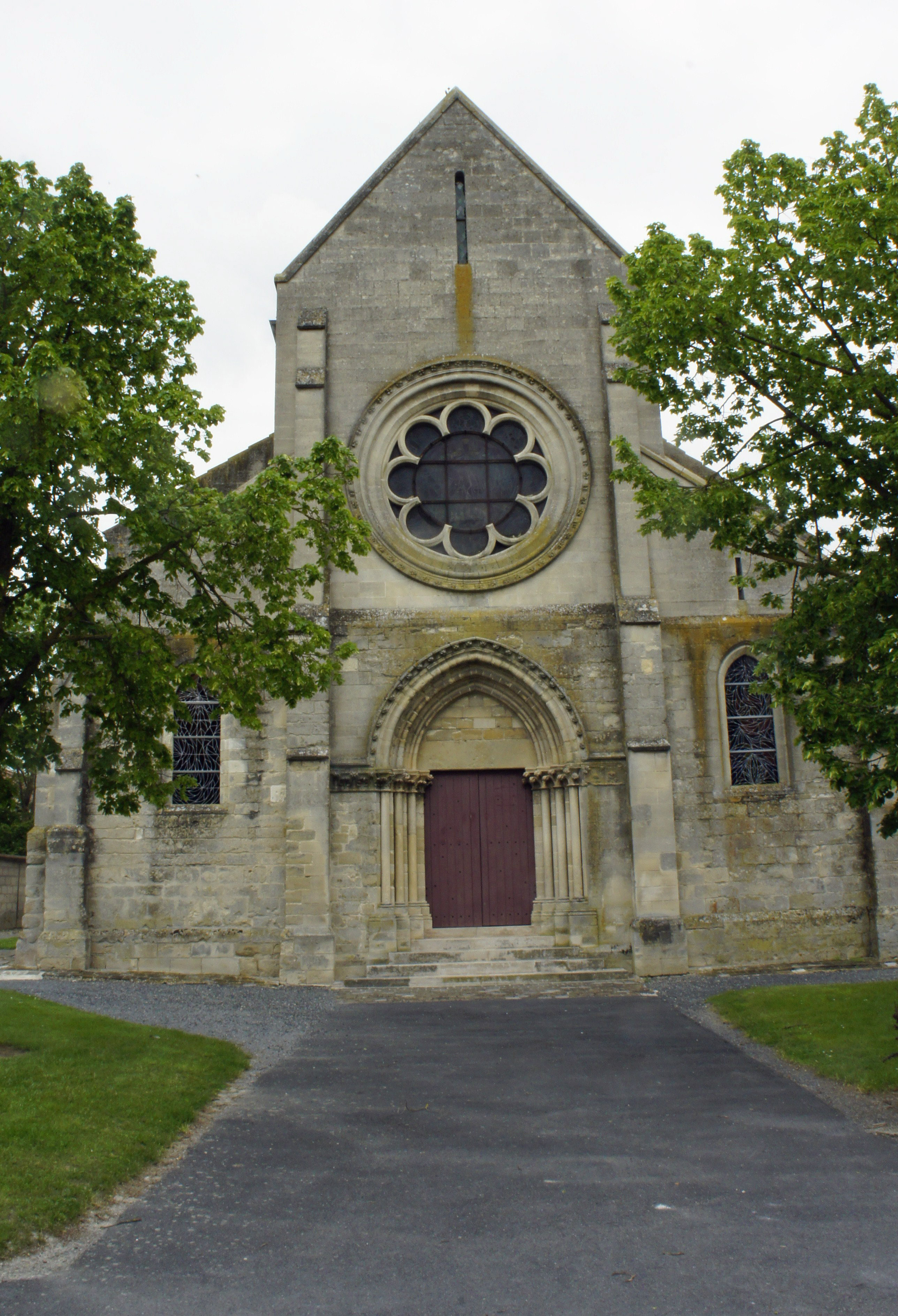
Porche occidental.
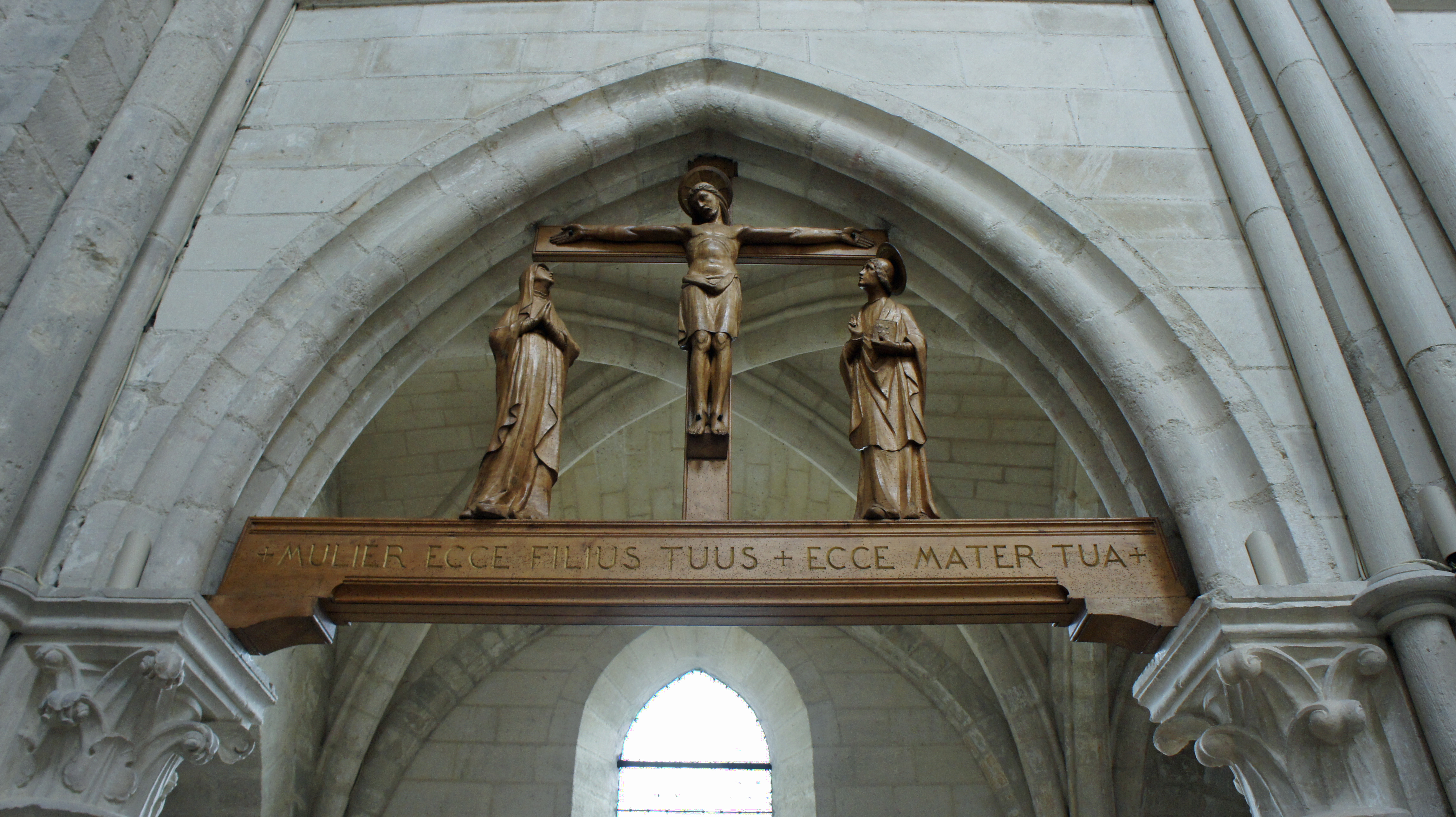
Poutre de gloire.
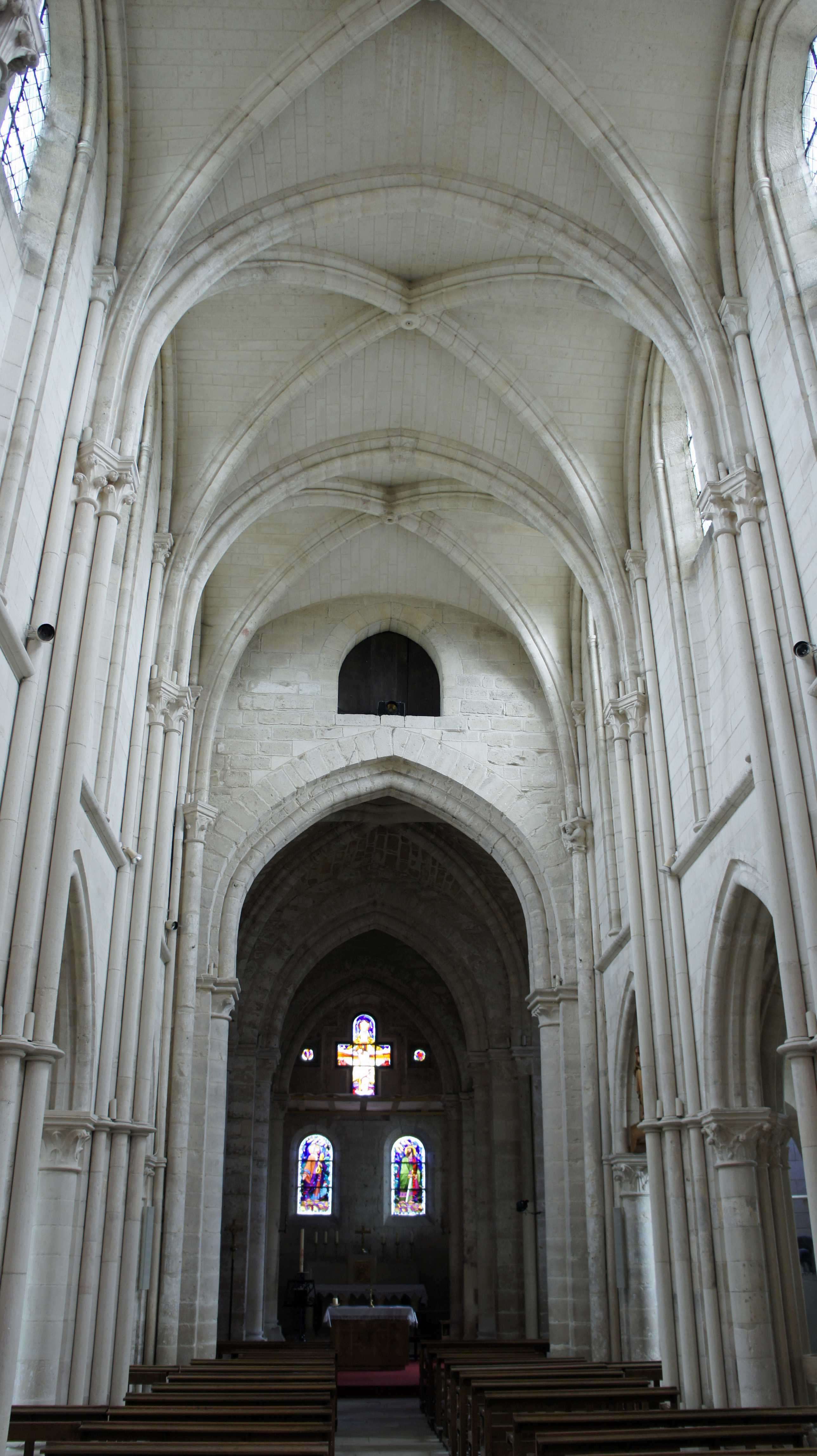
Nef.
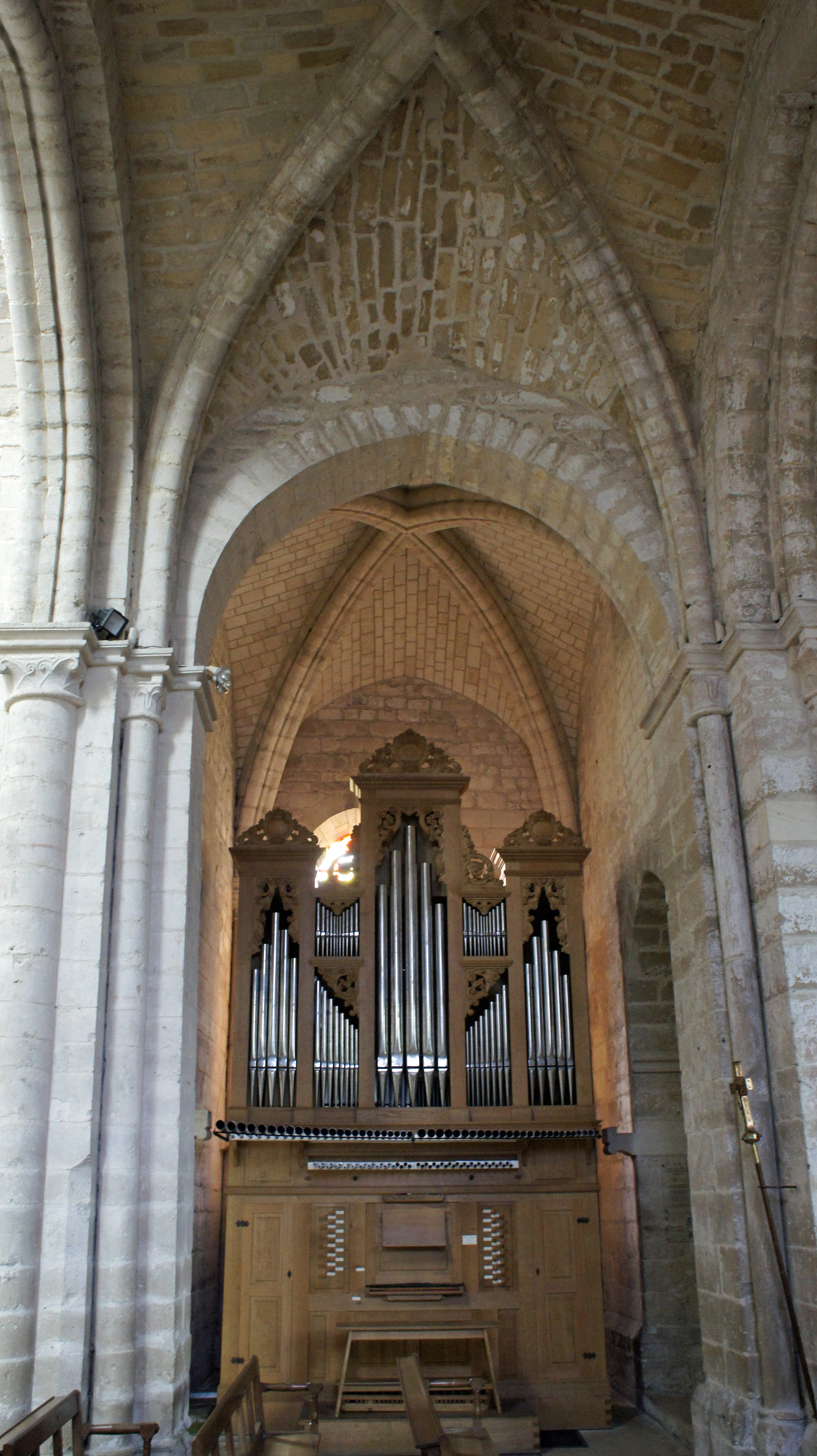
Orgues.